# Friedrich Krupp Germaniawerft
Friedrich Krupp Germaniawerft (також Germaniawerft, «Germania shipyard») — німецька суднобудівна компанія розташована в гавані в Кіль, була одним з найбільших підприємств з побудови підводних човнів для Імператорських військово-морських сил Німеччини під час Першої світової війни і для Крігсмаріне під час Другої світової війни. Заснована в 1867 році, але збанкрутувала і була викуплена Фрідріхом Круппом. Крупп був зацікавлений у будівництві військових кораблів і в часи до Першої світової війни побудував ряд лінійних кораблів для кайзерівської морської піхоти, включаючи SMS Posen, SMS Prinzregent Luitpold, SMS Kronprinz і SMS Sachsen. Всього на суднобудівному заводі під час війни було побудовано 84 човни. Після війни компанія повернулася до виробництва яхт і іншого водного транспорту.

## Історія
Компанія заснована в 1867 році Лойдом Фостером, як Norddeutsche Schiffbau-Gesellschaft, у місті Гарден, поблизу Кіля. Ідея компанії полягала в побудові військових і торгових суден. У 1876 році компанія побудувала персональну яхту кайзеру Вільгельму II, SMY Hohenzollern.
Компанія збанкрутувала в 1879 році й була продана Märkisch-Schlesischen Maschinenbau und Hütten-Aktiengesellschaft. Вони виробляли парові двигуни в Берліні з 1822 року. Через кілька років ця компанія також збанкрутувала, а наприкінці 1882 року була створена нова компанія — Schiff-und Maschinenbau-Actien-Gesellschaft Germania.
Були побудовані ще кілька військових кораблів, компанія також будувала торпедні катери. Проте мала фінансові проблеми, і до кінця серпня 1896 року Круп взяв управління на себе, оскільки був зацікавленим у будівництві саме військових кораблів. Між 1898 і 1902 роками компанія подвоїла свою потужність, побудували нові великі заводи. У 1902 році компанія змінила назву на Friedrich Krupp Germaniawerft.
У 1908 році Germaniawerft побудував шхуну Germania для Густава Крупа фон Болена і Гальбаха, за мотивами дизайну Макса Ерца. Це була перша яхта такого розміру, побудована в Німеччині. Перед Першою світовою війною побудували ряд лінійних кораблів для кайзерівської морської піхоти, включаючи SMS Posen, SMS Prinzregent Luitpold, SMS Kronprinz Wilhelm і SMS Sachsen. Під час першої світової війни компанія будувала підводні човни. Всього в морську піхоту Kaiserliche було доставлено 84 підводні човни.
Згодом вона повернулася до свого початкового покликання, включаючи будівництво сталевого барка Magdalene Vinnen II, тепер STS Sedov і найбільший традиційний вітрильний корабель, який все ще перебуває на плаву.
Під час Другої світової війни Germaniawerft був одним з найважливіших постачальників Kriegsmarine через його близькість до німецьких військово-морських споруд у Кілі. Протягом війни компанією було збудовано 131 підводний човен (II, VII, XB, XIV, XVII і XXIII). Kriegsmarine загалом замовило 240 підводних човнів. У 1944 році на суднобудівному заводі працювало понад 10 тис. працівників, з яких приблизно 11 % були примусовими робітниками.
26 квітня 1945 року був спущений на воду останній підводний човен, побудований в Germaniawerft — U-4714. Та війна закінчилася, перш ніж він узявся до служби. Найбільш відомими підводними човнами, побудованими на Germaniawerft, ймовірно є U-47, яким керував Гюнтер Прін під час атаки на HMS Royal Oak у 1939 році, та U-96, події на якому лягли в основу роману Лотара-Гюнтера Бухгайма «Das Boot».
Після війни частково зруйнована верф стала однією з перших об'єктів, розібраних союзниками-переможцями. Населення Кіля, який зазнав сильних бомбардувань, жорстко протестувало проти цього рішення, але безрезультатно. Наприкінці 1960-х років землі були придбані Howaldtswerke-Deutsche Werft як суднобудівний завод для підводних човнів.

## Судна, побудовані компанією Germaniawerft

### Цивільні кораблі

#### Торговельні кораблі
- Марія (1920), шхуна, пізніше музейний корабель Карфагеніна II в Лахаїні, Мауї, Гаваї, затоплений у 2005 році
- Magadelene Vinnen II (1921), 4-мастний барк, сьогодні російський тренажерний корабель STS Sedov
- Адольф Віннен, 5-мачтовий баркентин, що затонув на своєму першому плаванні.

#### Яхти
- Ванадіс а / к / леді Хаттон (1924)[57][58]
- Coronet (1928), патрульний човен Другої світової війни USS Opal (PYc-8)
- Nourmahal (1928)
- Хайда (1929), патрульний човен Другої світової війни USS Argus (PY-14)
- Оріон (1929), пізніше канонерський корабель USS Vixen (PG-53) і круїзний корабель Regina Maris
- Etak (1930)
- Talitha G (колишній Reveler) (1930)
- Санта-Марія-дель-Маре (екс-Віта) (1931)
- Альва (1931), пізніше USS Plymouth (PG-57)
- Гусар V (1931)

### Морські кораблі

#### Військові кораблі
- «Ворт» (1890)
- «Кайзер Вільгельм дер Гроссе» (1898)
- «Церінген» (1899)
- «Брауншвейг» (1901)
- SMS Hessen (1902)
- SMS Deutschland (1904) (1904)
- SMS Posen (1907)
- «Принц Люїтпольд» (1910)
- SMS Kronprinz Wilhelm (1911)
- SMS Sachsen (1916) (1914)

#### Крейсер
- SMS Kaiserin Augusta (1892)
- SMS Karlsruhe (1912)
- Prinz Eugen (1936)

#### Винищувачі
- Destroyers Z.9 — Z.13 (Type Zerstörer 1934A)
- Destroyers Z.37 — Z.39 (Type Zerstörer 1936A (Mob))

#### Підводні човни
- Forel (Imperial Russian Navy)
- Karp-class submarine (Imperial Russian Navy)
- A-class submarines (Royal Norwegian Navy)
- U-3-class submarines (Austro-Hungarian Navy)
- Type U 1 submarines
- Type U 5 submarines
- Type U 16 submarines
- Type U 23 submarines
- Type U 31 submarines
- Type U 51 submarines
- Type U 63 submarines
- Type U 66 submarines
- Type U 81 submarines
- Type U 93 submarines
- Type U 139 submarines
- Type U 142 submarines
- Type UB I submarines
- Type UB III submarines
- Type UC II submarines
- Type II submarines
- Type VII submarines
- Type XB submarines
- Type XIV submarines
- Type XVII submarines
- Type XXIII submarines

#### Торпедні катери
- SMS G37
- SMS G38
- SMS G39
- SMS G40
- SMS G41
- SMS G42
- SMS G85